# Cameron Mackintosh
Sir Cameron Anthony Mackintosh (Londra, 17 ottobre 1946) è un produttore teatrale e impresario teatrale britannico, responsabile di alcuni dei musical di maggior successo della storia.

## Carriera
La sua attività come produttore autonomo comincia negli anni Settanta nel West End di Londra, inizialmente con un successo altalenante (la sua versione di Anything Goes resta in scena solo due settimane), ma dimostrandosi subito interessato alla promozione di artisti emergenti e a spettacoli innovativi.
Nel 1981 ottiene il suo primo grande successo commerciale grazie allo spettacolo di Andrew Lloyd Webber Cats, considerato da altri produttori un progetto poco interessante ma destinato a diventare in breve tempo uno dei maggiori blockbuster del West End.
Negli anni Ottanta Mackintosh partecipa ad una serie di spettacoli di straordinario successo di critica e pubblico, divenendo uno dei protagonisti della cosiddetta british invasion e di un ampio movimento di rinnovamento del musical destinato ad influenzare tutti i grandi spettacoli dei decenni successivi.
Dopo aver portato Cats a Broadway (replicando il successo dell'edizione londinese), Mackintosh si interessa a Les Misérables, musical francese frutto della coppia Schönberg & Boublil che, grazie al suo interessamento, diviene ben presto, in una versione rinnovata, un nuovo travolgente successo di pubblico, superando ampiamente lo spettacolo precedente e trasformandosi nello spettacolo di maggior successo nella storia del West End (messo in scena nel 1985 e tuttora rappresentato). Nel 1986 lavora nuovamente con Andrew Lloyd Webber in quello che è considerato lo spettacolo d'intrattenimento di maggior successo commerciale di tutti i tempi (cinema compreso): The Phantom of the Opera, tuttora rappresentato nel West End e a Broadway, con un incasso mondiale (al 2007) di oltre 3,2 miliardi di dollari. Segue, nel 1989, Miss Saigon, nuovo lavoro della coppia Schönberg & Boublil, anch'esso di enorme successo commerciale (in scena per dieci anni a Londra e Broadway).
Negli anni successivi Mackintosh si occupa prevalentemente della messinscena delle edizioni nazionali dei grandi spettacoli del decennio precedente (esportati in quasi tutto il mondo e tradotti in decine di lingue), mentre continua la sua attività come impresario a Londra e a Broadway, occupandosi della riedizione di musical classici (Oklahoma!, My Fair Lady, Carousel) e di spettacoli di nuova creazione (Five Guys Named Moe, Martin Guerre), ottenendo generalmente ottimi risultati commerciali, anche se non paragonabli a quelli raggiunti dagli spettacoli precedenti.
Il nuovo millennio segna una stagione di ulteriori successi con la fortunata versione teatrale di Mary Poppins (2004) e la versione londinese di Avenue Q (2006).
Tutt'oggi gli spettacoli di Mackintosh mantengono il primato assoluto in fatto di incassi complessivi (ai primi tre posti, nell'ordine, The Phantom of the Opera, Les Miserables e Cats, seguiti a poca distanza da Miss Saigon), così come di permanenza in scena a Londra (Les Miz, Phantom, Cats) e a Broadway (Phantom, Cats, Les Miz). Nel 2016 porta nel West End un revival di successo del classico del teatro musicale Half a Sixpence con Charlie Stemp ed Emma Williams e nel 2017 produce la prima produzione europea del musical Premio Pulitzer Hamilton.
Dichiaratamente omosessuale, Mackintosh è impegnato in una relazione con Michael Le Poer Trench dai primi anni ottanta.